# Kolobăr, Silistra
Kolobăr (în bulgară Колобър, în română Bailerchioi) este un sat în comuna Dulovo, regiunea Silistra, Dobrogea de Sud, Bulgaria. Între anii 1913-1940 a făcut parte din plasa Accadânlar a județului Durostor, România.  

## Demografie
Componența etnică a satului Kolobăr
     Turci (97,44%)
     Nicio identificare (2,55%)
     Altele (0%)
La recensământul din 2011, populația satului Kolobăr era de 508 locuitori. Din punct de vedere etnic, majoritatea locuitorilor (97,44%) erau turci. Pentru 2,55% din locuitori nu este cunoscută apartenența etnică.

### Recensământul românesc din 1930
Componența etnică a comunei Bailerchioi (județul Durostor)
     Români (1,4%)
     Bulgari (8,15%)
     Turci (90,45%)
Componența confesională a comunei Bailerchioi
     Ortodocși (9,55%)
     Musulmani (90,45%)
Conform recensământului efectuat în 1930, populația comunei Bailerchioi se ridica la 712 locuitori. Majoritatea locuitorilor erau turci (90,45%), cu o minoritate de români (1,4%) și una de bulgari (8,15%). Din punct de vedere confesional, majoritatea locuitorilor erau musulmani (90,45%), dar existau și ortodocși (9,55%).